# Salomè
Salomè (in ebraico שְלוֹמִית‎?; in greco antico: Σαλώμη?; 14 d.C. circa – tra il 62 ed il 71) fu una principessa giudaica di origine idumea, appartenente alla dinastia erodiana. Nipote e pronipote del Re cliente della Giudea romano-ellenistica Erode il Grande, era figlia di Erodiade (nipote di Erode) e di Erode Filippo I, poi figliastra e nipote di Erode Agrippa, tetrarca di Galilea all'epoca della Giudea romana e fratello del padre di Salomè; è la protagonista di un episodio narrato nel Vangelo di Marco (6,17-28) e nel Vangelo di Matteo (14,3-11), che la vede come corresponsabile nella vicenda del martirio di Giovanni Battista.
La sua figura è stata oggetto di innumerevoli rappresentazioni artistiche e culturali ispirate al racconto biblico.

## Biografia

### Vangeli e Giuseppe Flavio
Secondo i Vangeli sinottici e le Antichità Giudaiche di Flavio Giuseppe, Erodiade, madre di Salomè, abbandonò il marito Erode Filippo I e andò a convivere con il cognato, il re Erode Antipa. I Vangeli sinottici riportano che Giovanni Battista condannò pubblicamente la condotta del sovrano, che lo fece imprigionare. Il Vangelo di Matteo ed il Vangelo di Marco riportano che la bella Salomè ballò ad un banchetto per il compleanno di Erode; ad Erode, pronto a donarle qualsiasi cosa, chiese poi la testa di Giovanni, che perciò il tetrarca fece decapitare. 

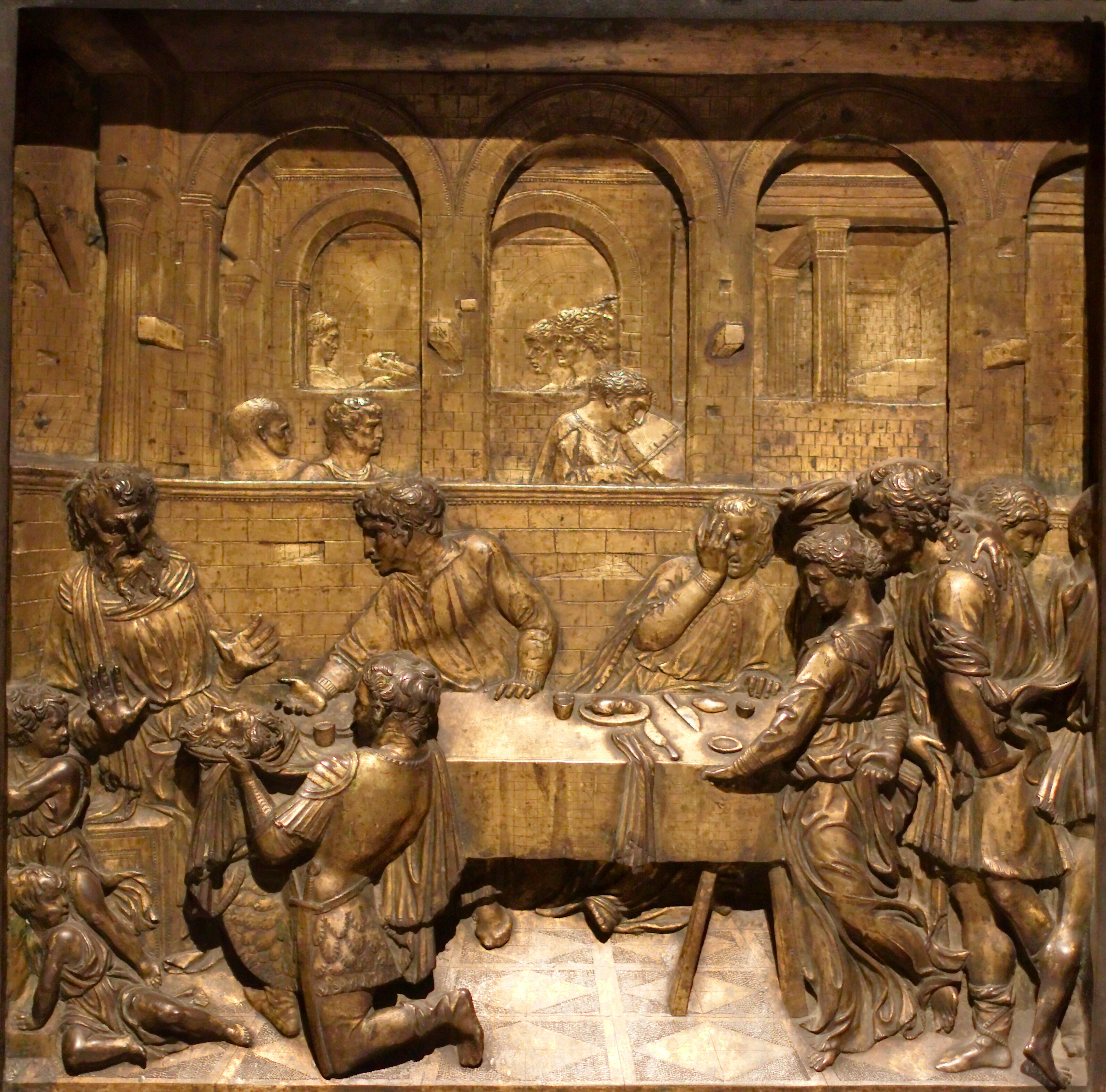
Banchetto di Erode, rilievo in bronzo dorato, Donatello, 1423-1427, fonte battesimale del Battistero di Siena.

### Matrimonio e vita successiva
Giuseppe Flavio riferisce che Salomè, in seguito, sposò uno dei prozii, il tetrarca Filippo e successivamente Aristobulo, re di Calcide e suo cugino, dal quale ebbe tre figli. Morì probabilmente durante il regno di Vespasiano, intorno al 70, prima o dopo la distruzione di Gerusalemme.

### Leggenda apocrifa sulla morte
Alcune leggende narrano che Salomè, in realtà, non sarebbe morta in tarda età ma di un'orribile morte prematura, prima della madre, ossia tra il 30 e il 39. Un documento apocrifo di fonte cristiana, la Lettera di Erode a Pilato, inclusa poi nella Legenda Aurea, racconta della morte di una principessa Erodiade (che si vorrebbe identificare invece con Salomè) quando essa decise di danzare su una pozza d'acqua ghiacciata: mentre era impegnata nella sua danza la lastra di ghiaccio si ruppe facendola sprofondare nelle acque gelide; sua madre Erodiade tentò di salvarla dai flutti dell'acqua tenendola per il capo, ma questo si staccò, rimanendo in mano alla madre, mentre il corpo rimase nell'acqua, come una forma di contrappasso per la decapitazione del Battista..

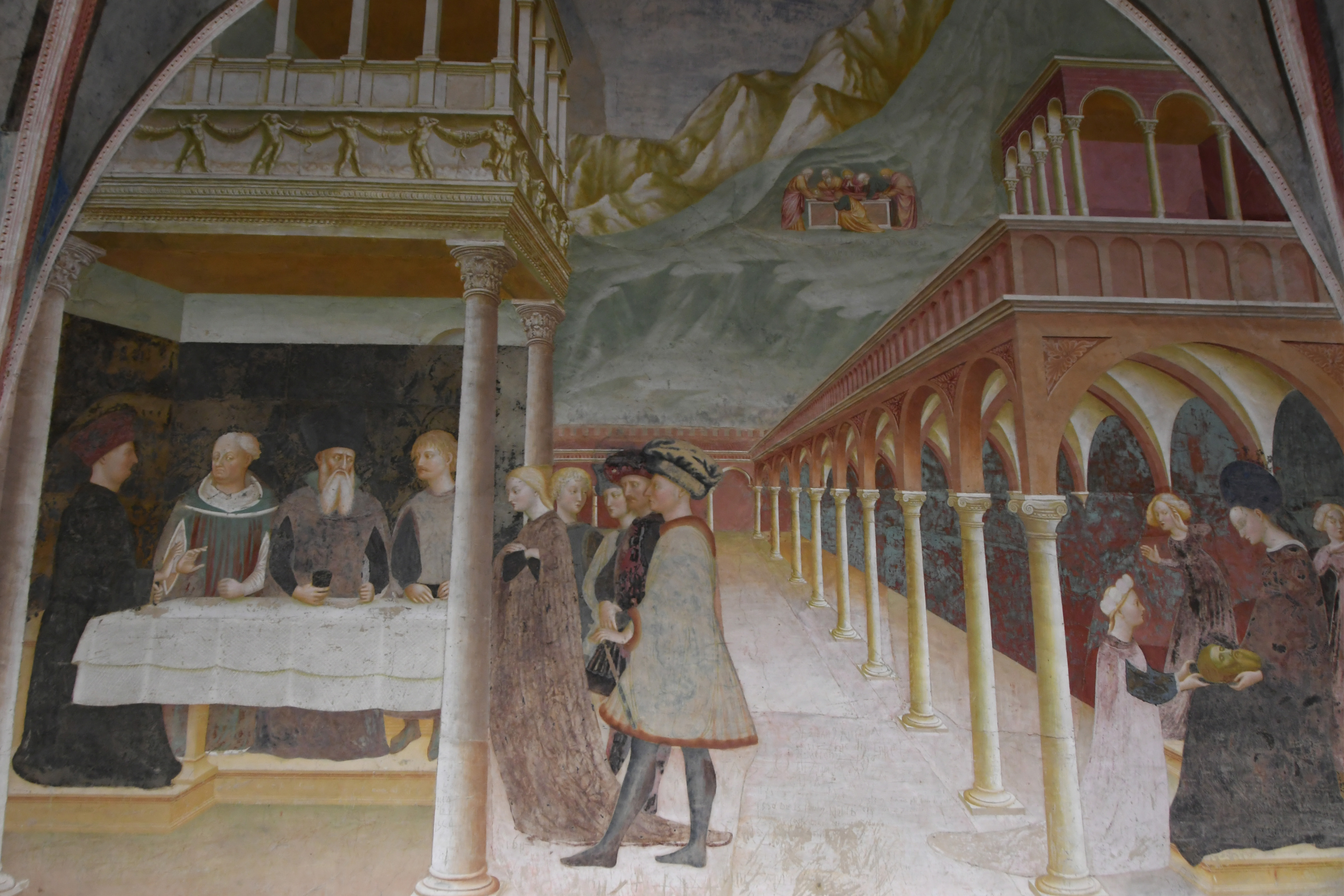
Banchetto di Erode di Masolino da Panicale (1435). Battistero di Castiglione Olona. A sinistra Salomè chiede ad Erode la testa del Battista. A destra Salomè consegna la testa alla madre Erodiade

## Le testimonianze documentali
La figura di Salomè è citata nelle Antichità Giudaiche di Flavio Giuseppe, nel Vangelo secondo Matteo e nel Vangelo secondo Marco.
Flavio Giuseppe, Antichità giudaiche, libro XVIII: 136
"...καὶ τάδε μὲν τῶν ἀρσένων τέκνα. Ἡρωδιὰς δὲ αὐτῶν ἡ ἀδελφὴ γίνεται Ἡρώδῃ Ἡρώδου τοῦ μεγάλου παιδὶ γεγονότι ἐκ Μαριάμμης τῆς τοῦ Σίμωνος τοῦ ἀρχιερέως, καὶ αὐτοῖς Σαλώμη γίνεται, μεθ' ἧς τὰς γονὰς Ἡρωδιὰς ἐπὶ συγχύσει φρονήσασα τῶν πατρίων Ἡρώδῃ γαμεῖται τοῦ ἀνδρὸς τῷ ὁμοπατρίῳ ἀδελφῷ διαστᾶσα ζῶντος. τὴν δὲ Γαλιλαίων τετραρχίαν οὗτος εἶχεν..."
“…Erodiade, loro sorella, fu moglie di Erode, figlio di Erode il Grande, natogli da Mariamme, figlia del sommo sacerdote Simone. Essi ebbero una figlia, Salome, dopo la quale, Erodiade, agendo contro la legge dei nostri padri sposò Erode, fratello di suo marito, dello stesso padre, che era tetrarca della Galilea…”
Vangelo secondo Matteo 14, 6-8
“…ἡ θυγάτηρ τῆς Ἡρῳδιάδος ἐν τῷ μέσῳ καὶ ἤρεσεν τῷ Ἡρῴδῃ, ὅθεν μεθ' ὅρκου ὡμολόγησεν αὐτῇ δοῦναι ὃ ἐὰν αἰτήσηται. ἡ δὲ προβιβασθεῖσα ὑπὸ τῆς μητρὸς αὐτῆς, Δός μοι, φησίν, ὧδε ἐπὶ πίνακι τὴν κεφαλὴν Ἰωάννου τοῦ βαπτιστοῦ…”
“…La figlia di Erodìade danzò in pubblico e piacque tanto a Erode che egli le promise con giuramento di darle tutto quello che avesse domandato. Ed essa, istigata dalla madre, disse: "Dammi qui, su un vassoio, la testa di Giovanni il Battista…“
Vangelo secondo Marco 6, 22-25
"...καὶ εἰσελθούσης τῆς θυγατρὸς ⸂αὐτῆς τῆς⸃ Ἡρῳδιάδος καὶ ὀρχησαμένης ⸂καὶ ἀρεσάσης⸃ τῷ Ἡρῴδῃ καὶ τοῖς συνανακειμένοις, ⸂εἶπεν ὁ βασιλεὺς⸃ τῷ κορασίῳ· Αἴτησόν με ὃ ἐὰν θέλῃς, καὶ δώσω σοι· καὶ ὤμοσεν ⸀αὐτῇ· ⸂Ὅ τι⸃ ἐάν με αἰτήσῃς δώσω σοι ἕως ἡμίσους τῆς βασιλείας μου. ⸀καὶ ἐξελθοῦσα εἶπεν τῇ μητρὶ αὐτῆς· Τί ⸀αἰτήσωμαι; ἡ δὲ εἶπεν· Τὴν κεφαλὴν Ἰωάννου τοῦ ⸀βαπτίζοντος. καὶ εἰσελθοῦσα ⸀εὐθὺς μετὰ σπουδῆς πρὸς τὸν βασιλέα ᾐτήσατο λέγουσα· Θέλω ἵνα ⸂ἐξαυτῆς δῷς μοι⸃ ἐπὶ πίνακι τὴν κεφαλὴν Ἰωάννου τοῦ βαπτιστοῦ..."
"...Entrata la figlia della stessa Erodìade, danzò e piacque a Erode e ai commensali. Allora il re disse alla fanciulla: "Chiedimi quello che vuoi e io te lo darò". E le giurò più volte: "Qualsiasi cosa mi chiederai, te la darò, fosse anche la metà del mio regno". Ella uscì e disse alla madre: "Che cosa devo chiedere?". Quella rispose: "La testa di Giovanni il Battista". E subito, entrata di corsa dal re, fece la richiesta, dicendo: "Voglio che tu mi dia adesso, su un vassoio, la testa di Giovanni il Battista..." 

### Analisi testuale
Nei passi biblici in cui compare Salomè, viene chiamata, come si vede, non col proprio nome, bensì con l'appellativo “figlia di Erodiade”. È solo con lo storico Giuseppe Flavio che si viene a conoscenza del nome della “figlia di Erodiade”, Salomè.
La Salomè descritta nei passi del Vangelo risulta priva di motivazioni e di volontà propria: infatti sembra essere uno strumento della volontà materna. Solo nel fare la richiesta a Erode, ha un'iniziativa sua: chiede di avere la testa di Giovanni Battista su un piatto, per non sporcarsi le mani o perché solo l'idea di toccare il macabro oggetto le suscita orrore. Per questo il piatto diventerà l'attributo distintivo di Salomè nella maggior parte delle iconografie che la riguardano. La figlia di Erodiade è solo un espediente letterario? In realtà una Salomè storica è esistita davvero e ne abbiamo il profilo su un verso di una moneta coniata nel 54 d.C.
Ma la figura di Salomè, la danzatrice seducente, il male sotto forma di incanto viene rapita dalla leggenda che la segue fino alla morte e oltre, con numerose versioni e metamorfosi sulla morte della ragazza. Per esempio, secondo la Legenda Aurea, la figlia insegue la madre in esilio e, camminando su una lastra di ghiaccio, vi sprofondò e morì; o secondo un'altra versione la terra la inghiottì. Tramandata in un codice etiopico è la versione in cui il corpo nudo della ragazza viene tagliato in pezzi e inghiottito dalla terra con accanto, su di un piatto, la testa di Giovanni Battista.
Proprio per l'accumulo di varie leggende riguardanti la morte, Salomè viene attirata in una zona d'ombra e di mistero. La sua figura appare in tutte le iconografie medievali rappresentanti la storia di Giovanni Battista in qualità di strumento del martirio e quindi della santità di Giovanni.

## Il personaggio e il suo doppio
La figura di donna riccamente vestita, che spesso tiene in mano un piatto con la testa mozzata di Giovanni Battista, è Salomè o Erodiade? L'ambiguità non è risolta. Salomè ed Erodiade non sono le uniche donne ad accampare diritti su una testa mozzata: c'è anche Giuditta, la quale decapitò Oloferne.
Gustav Klimt infatti, intrecciando il mito di Salomè con quello di Giuditta, ritorna a darle un'interpretazione elegante e fine, raffigurandola non più come una bambina innocente, ma come una donna matura, adatta alle preferenze degli esteti decadenti, che preferiscono una donna matura e seducente. I dipinti da lui dedicati a questo mito sono due, uno del 1901 e l'altro del 1909.
Giuditta I: di fronte a questa rappresentazione di Giuditta, descritta come pia nelle Sacre Scritture, si tende spesso ad identificarla con la tentatrice Salomè, conosciuta soprattutto per la sua efferata malvagità. Lo stesso artista ritornò sullo stesso tema di Giuditta con un secondo quadro del 1909, ritratto a grandezza naturale, in cui pone in evidenza ancora di più la crudeltà e la freddezza della donna. Il dipinto Giuditta II è colmo di una tensione implacabile.

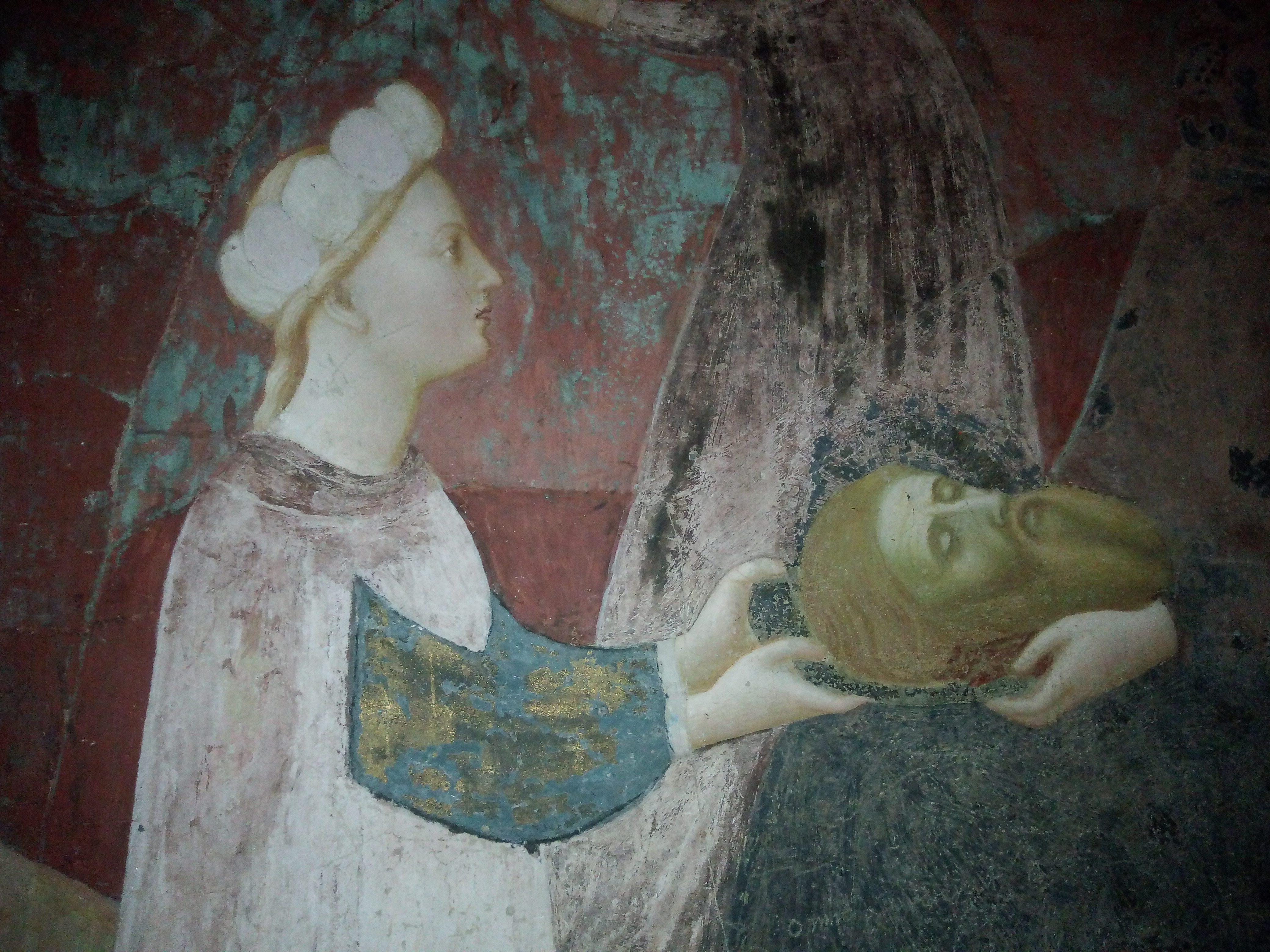
Salomè consegna la testa di san Giovanni Battista ad Erodiade, Battistero Castiglione Olona

Spesso Klimt ritrae figure femminili (Salomè, Igea, Pallade Atena) che hanno messo da parte la testa o la faccia o la ragione, per abbandonare lo stereotipo sociale. Diventano libere, assetate di voglia di vivere, colme di erotismo, adescatrici, ma enigmatiche, fredde e distanti, proprio perché esprimono la paura, lo smarrimento, la solitudine e l'isolamento che viene generato in loro stesse quando avviene un cambiamento eclatante.

## Influenze nella cultura

### Cinema (parziale)
- Salome (1908) diretto da J. Stuart Blackton
- Salomé (1908) diretto da Albert Capellani
- Salomè (1910) diretto da Ugo Falena
- Salomè (1918) diretto da J. Gordon Edwards con Theda Bara
- Salomè (1923) diretto da Charles Bryant con Alla Nazimova
- Salomè (1953) diretto da William Dieterle
- Salomè (1972) diretto da Carmelo Bene
- Salomè (1986) diretto da Claude D'Anna
- L'ultima Salomè (1988) diretto da Ken Russell
- Salomè (medio metraggio di Kenneth Anger)
- Nel film Il re dei re (1961) di Nicholas Ray una scena rappresenta l'episodio della decapitazione di Giovanni Battista (Robert Ryan) ordinata da re Erode (Frank Thring) su richiesta di Salomè (Brigid Bazlen), quale ricompensa per aver accettato di danzare per lui. Analogamente nella miniserie TV Gesù di Nazareth (1977) di Franco Zeffirelli, Salomè (Isabel Mestres), su istigazione della madre Erodiade (Valentina Cortese), chiede ad un succube Erode (Christopher Plummer), dopo una sensuale danza, la testa di Giovanni Battista (Michael York).
- Nel film Il portiere di notte (1974) di Liliana Cavani vi è un chiaro riferimento all'episodio biblico nella sequenza in cui il portiere dell'albergo, Maximilian Theo Aldorfer (Dirk Bogarde) narra, attraverso un flashback, di come ha fatto decapitare uno dei suoi prigionieri del campo di concentramento, perché infastidiva la sua amante Lucia Atherthon (Charlotte Rampling).
- Nel film Mademoiselle du Barry del 1943 la cantante e attrice Virginia O'Brien canta la canzone originale Salome, scritta dallo stesso autore della hit Over the Rainbow Yip Harburg.
- Nel falso documentario Forgotten Silver (1995) di Peter Jackson e Costa Botes, l'immaginario pioniere del cinema Colin McKenzie dedica ampia parte della propria esistenza al progetto di una colossale epopea sulla storia di Giovanni Battista e Salomè. Questa versione immaginaria di Salome viene girata tra 1919 e 1931 e proiettata per la prima volta al pubblico nel 1995.
- Nel film Sunset Boulevard (1950) di Billy Wilder, Gloria Swanson (Norma) si prepara per interpretare Salomè e collabora alla sceneggiatura del film stesso con Billy Wilder

### Letteratura
- Salomè è protagonista di un episodio narrato nel Vangelo di Marco e nel Vangelo di Matteo, ma non viene fatto il suo nome, riportato solo da Giuseppe Flavio nelle Antichità giudaiche XVIII, 136-137.
- La figura di Salomè ha forse ispirato la poesia «Avec ses vêtements ondoyants et nacrés» della sezione 'Spleen et Idéal', contenuta ne I fiori del male del 1857 di Charles Baudelaire.
- Salomè appare nella novella Hérodias (1877) di Gustave Flaubert, che ad oggi sembra essersi basato sui dipinti di Moreau. Nella novella flaubertiana Erodiade viene ritratta come una dominatrice, mentre Erode come un esteta molto raffinato ma alle prime armi. La figlia Salomè viene dipinta come un oggetto usato in modo astuto dalla madre proprio come narra il Vangelo.
- Il poeta portoghese Eugênio de Castro scrisse nel 1896 una Salomè.
- Più sottile è il nesso con la storia biblica in Hérodiade di Stéphane Mallarmé.

### Musica
- Nel 1905 Richard Strauss compose l'opera lirica in un atto Salomè, su libretto di Hedwig Lachmann, tratto dall'omonimo dramma di Oscar Wilde.
- Il compositore Giuseppe Magrino ha scritto l'opera lirica Salomè, sempre su libretto tratto dal dramma di Wilde; la prima, nell'agosto 2016, è avvenuta ad Assisi, patria adottiva del musicista (che è frate francescano), utilizzando come scenario il suggestivo Tempio di Minerva; l'opera è stata poi eseguita a Salisburgo e negli Stati Uniti.
- La cantautrice italiana La Niña ha dedicato a Salomè un singolo del 2019, utilizzandola come metafora di una donna il cui amore ha causato morte e dannazione.
- L'orchestra Millennio Band ha composto un celebre brano di nome Salomè.
- Il cantautore e musicista inglese Pete Doherty ha pubblicato nel 2009 nell'album Grace/Wastelands, una canzone dedicata a Salomè.
- La cantautrice napoletana Niña rivisita il racconto biblico di Salomè, figlia di Erodiade per il cui piacere fu decapitato Giovanni Battista. La cantante napoletana unisce la tradizione all’urban, ma con una chiave molto personale.

### Pittura
- Per Gustave Moreau Salomè fu uno, se non l'unico, tra i suoi soggetti preferiti. Moreau divenne famoso per la sua rappresentazione: ritiene che Salomè in quanto donna fu superiore all'uomo, per questo motivo la ragazza viene vista non come una creatura erotica e sensuale, bensì come un esere quasi maschile. La sua apparenza casta ed innocente entra in contrasto con il suo ruolo perverso, le cui movenze eleganti e sacrali la ritraggono come una sacerdotessa del Male seppur inconsapevolmente, "un simbolo dell'ineluttabilità del destino che piomba inesorabile sull'uomo": come un angelo/demone caduto dal cielo. Questa novità, susciterà scalpore e instaurerà un'eco profonda soprattutto nella percezione piena di sensibilità di Joris-Karl Huysmans, che nel suo Controcorrente del 1884, considerato la vera e propria "Bibbia" del Decadentismo, dedica a questi dipinti una lunga trattazione.
- Risulta degno di nota anche Henri Regnault, che nel 1870 dipinse la Salomè orientaleggiante, che venne ammirata con stupore dai più.
- Uno tra i dipinti più apprezzati da Hitler, risulta essere proprio la Salomè di Franz von Stuck del 1906; anch'essa venne molto apprezzata.
- Molti altri artisti si cimentarono su questo soggetto, tra questi anche Klimt e Caravaggio.
- Degno di nota anche l'affresco realizzato nel Battistero di Castiglione Olona in Provincia di Varese da Masolino da Panicale, denominato Banchetto di Erode per il ciclo Storie di S. Giovanni che occupano tutte le pareti del Battistero stesso.

### Teatro
- È la protagonista del dramma Salomè (1893) di Oscar Wilde. Il dramma di Wilde, scritto in francese e tradotto in inglese da Lord Alfred Douglas, fu illustrato con i disegni del giovane Aubrey Beardsley. Attribuisce a Salomè, e non più alla madre, la volontà della decapitazione di Giovanni Battista: la principessa infatti si era innamorata follemente del profeta, ma non era corrisposta. La decapitazione fu quindi la sua spietata vendetta, e nel contempo la soddisfazione della sua perversa libidine (alla fine Salomè bacia la bocca del decapitato).
- La figura di Salomè emerge nel monologo Erodiade, scritto nel 1968 da Giovanni Testori (1ª ediz. Milano, Feltrinelli, 1969).
- Appare anche nella pièce di Teatro Sonoro Esse di Salomé, sviluppata nel 2009 dall'attrice e musicista Sonia Bergamasco ispirandosi al testo "Hérodiade" di Stéphane Mallarmé nella nuova traduzione italiana di Cosimo Ortesta.

### Televisione
- Nella quinta stagione della serie televisiva True Blood Salomè, interpretata dall'attrice italiana Valentina Cervi, trasformata in vampiro, è tra i personaggi ricorrenti.